# Dialeto escano

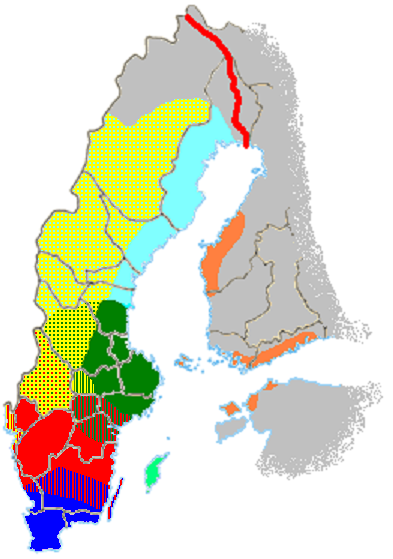
Mapa dos dialetos suecos
Dialetos suecos meridionais

O dialeto escano (em sueco: skånska) é um dialeto da língua sueca, falado na província histórica da Escânia. Faz parte do grupo de dialetos suecos meridionais, usados na antiga Terra da Escânia que compreendia as províncias históricas da Escânia, Blecíngia e Halândia.
A história e a caracterização do skånska está marcada pela circunstância da província da Escânia ter sido parte da Dinamarca até 1658, data em que passou a pertencer à Suécia.

## Alguns traços típicos do dialeto escanês
- /r/ pronunciado como vibrante múltipla uvular – “o chamado R forte”
- ditongação abundante (bain em vez de ben)
- Consoantes oclusivas sonoras, como em dinamarquês (mad em vez de mat, tag em vez de tak, gada em vez de gata)

## Algumas palavras escanesas
| "Skånska" | "Sueco padrão" | "Português" |
| --------- | -------------- | ----------- |
| aga       | åka            | ir          |
| bor       | bord           | mesa        |
| fjåne     | idiot          | idiota      |
| grina     | skratta        | rir         |
| hossor    | strumpor       | meias       |
| pantoffla | potatis        | batata      |
| påg       | pojke          | menino      |
| tös       | flicka         | menina      |
| vann      | vatten         | água        |